# Incardinatie
Incardinatie (van het  Latijn cardo, gen. cardinis = scharnier, hoofdzaak; in Rome: hoofdkerk) is de inlijving van een geestelijke bij de geestelijkheid van een bisdom door de desbetreffende bisschop. Dit geschiedde vroeger door het ontvangen van de tonsuur.  Sommige gemeenschappen van de Rooms-Katholieke Kerk passen dit nog toe, maar meestal gebeurt de incardinatie sinds 1973 door het ontvangen van de diakenwijding.